# Fidel de Sigmaringen
|  | Per a altres significats, vegeu «Fidel de Mèrida». |

Fidel de Sigmaringen, nascut com Markus Roy (Sigmaringen, Alemanya, 1 d'octubre de 1577 - Seewis im Prättigau, Suïssa, 24 d'abril de 1622) fou un frare caputxí alemany, missioner entre els protestants d'Europa central i mort durant una revolta a Suïssa. És venerat com a sant i màrtir per l'Església catòlica

## Biografia
Nascut en una família d'origen flamenc, va estudiar al col·legi jesuïta de Friburg de Brisgòvia, on es llicencià en filosofia, marxant a la universitat de la mateixa ciutat a doctorar-se en dret civil i canònic el 7 de maig de 1611). Començà a treballar com a jurista, però aviat li decebé la professió i volgué ingressar, amb un germà seu, a l'orde dels caputxins en un convent de Friburg. El 4 d'octubre de 1612) va ésser-hi ordenat sacerdot i estudià teologia a Constança (Alemanya). Va ésser pare guardià dels convents de Rheinfelden, Friburg i, finalment, del de Feldkirch (Àustria).
Va fer-se conegut arran d'alguns opuscles anticalvinistes i antizwinglianistes, perduts; el bisbe de Coira li demanà en 1614 de formar un grup de frares missioners per combatre les idees protestants a la diòcesi. Fidel va començar aquesta missió en 1621 i l'any següent la recent congregació pontifícia de Propaganda Fide, creada per a la difusió de la fe i la lluita contra les heretgies, el nomenà superior de les missions al cantó suís dels Grisons. Així va recórrer tota la regió predicant i convertint, especialment durant la quaresma del 1622.
El 24 d'abril d'aquest any va sortir de l'església on havia dit missa i va ésser agredit per una gentada i soldats austríacs, que el mataren, ja que el poble identificava la Reforma protestant amb els moviments antiaustracistes i independentistes, per la qual cosa, Fidel es veié com un agent del Sacre Imperi.

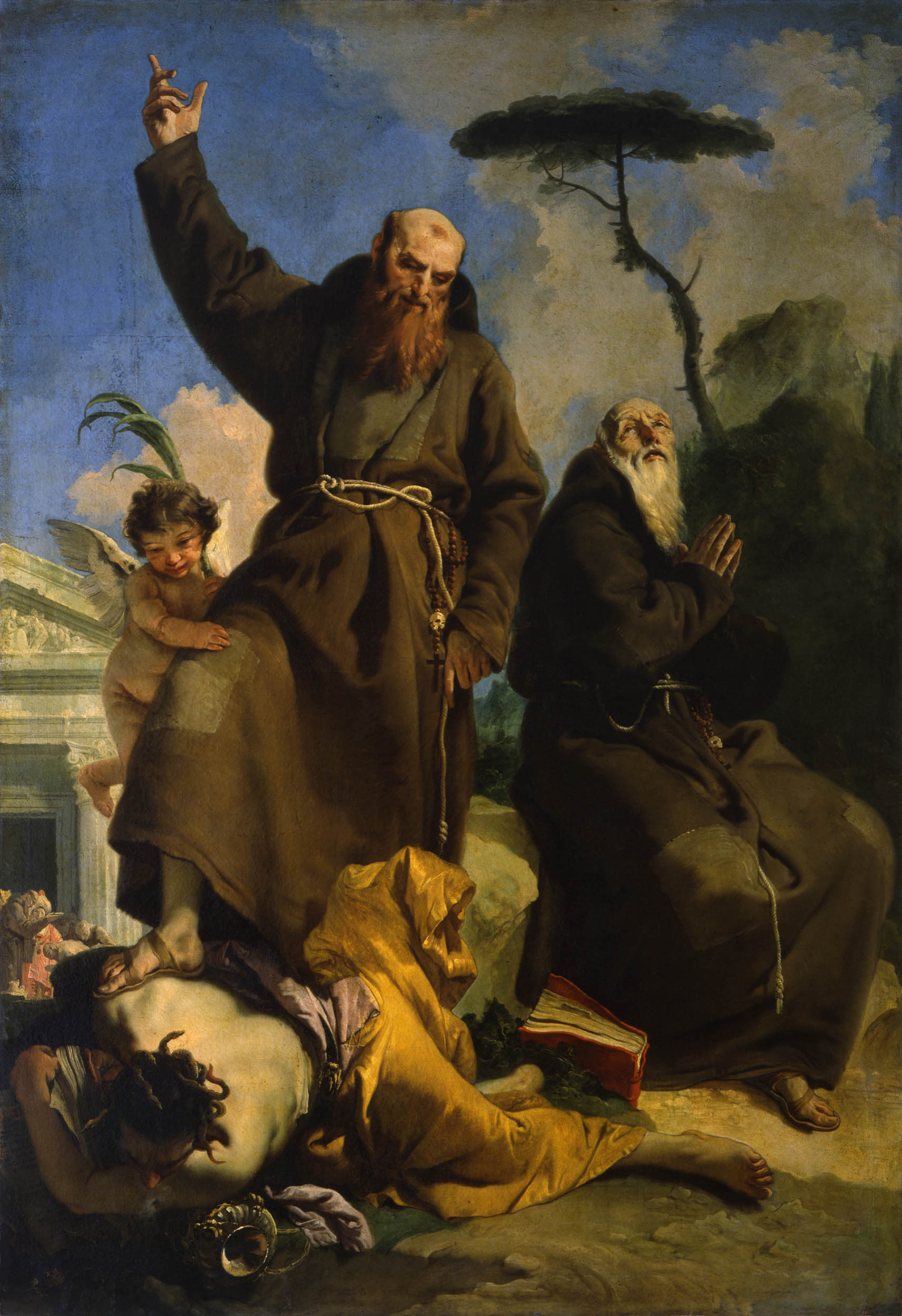
Fidel de Sigmaringen (dret) i Josep de Leonessa, per Tiepolo, s. XVIII
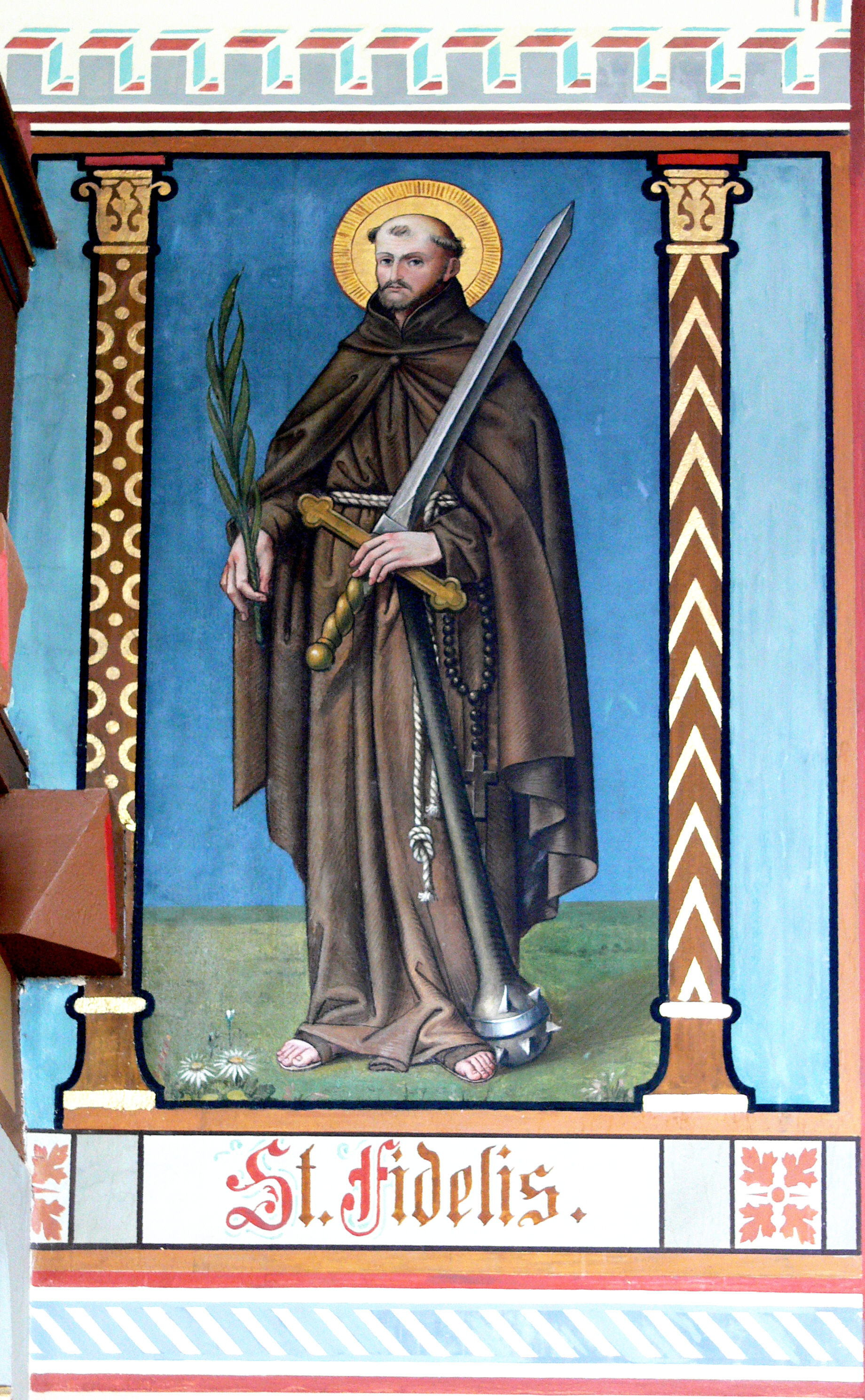
Pintura en Pfärrenbach, s. XIX
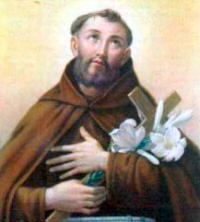
Estampa devocional

## Veneració
Benet XIII el va proclamar beat el 24 de març de 1729, i el 29 de juny de 1746 va ésser canonitzat per Benet XIV.
Les seves restes es reparteixen entre la Catedral de Coira, sota el seu altar major, i l'església dels caputxins de Weltkirchen (Feldkirch, Àustria).

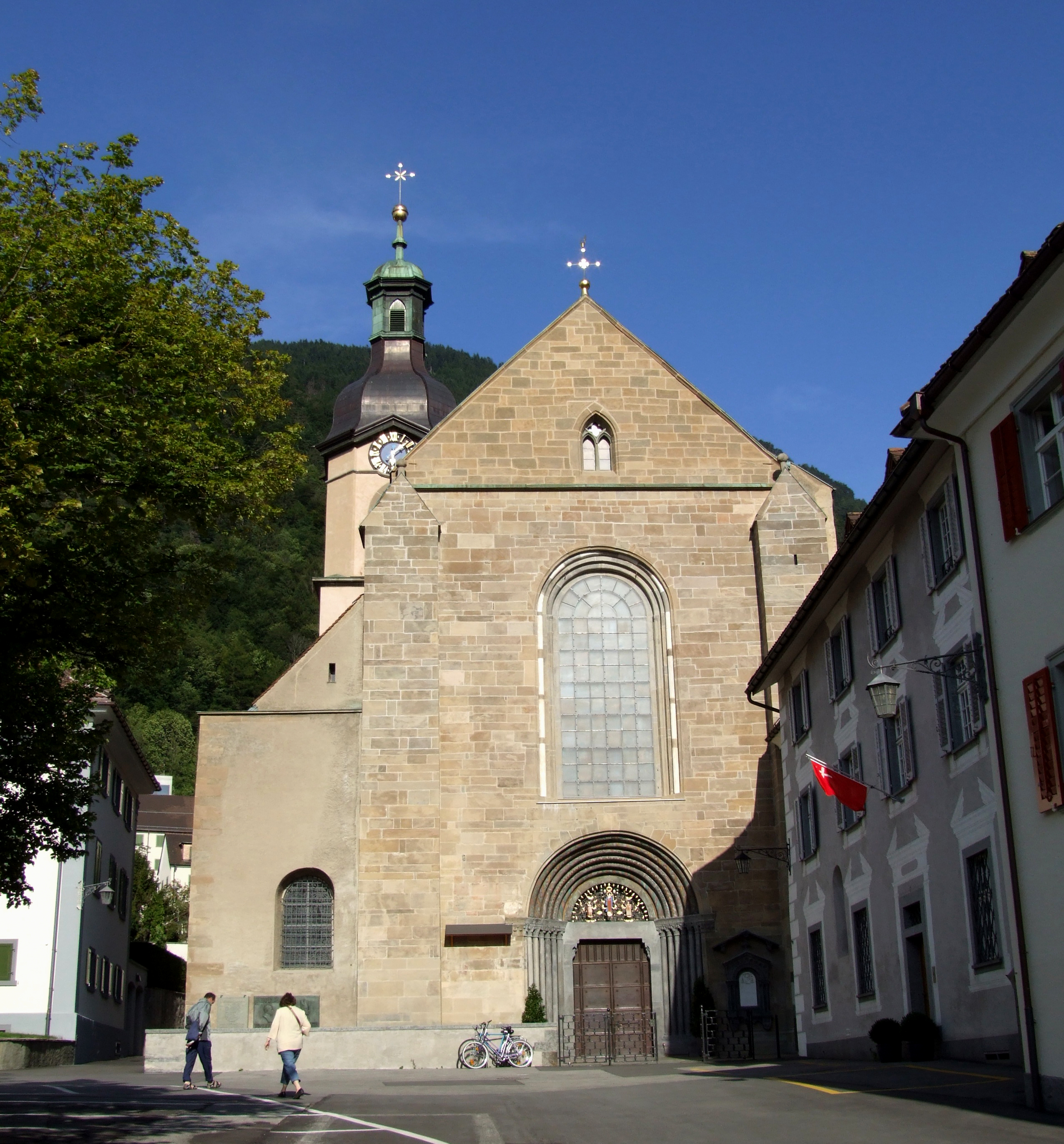
Catedral de Chur, lloc del seu enterrament
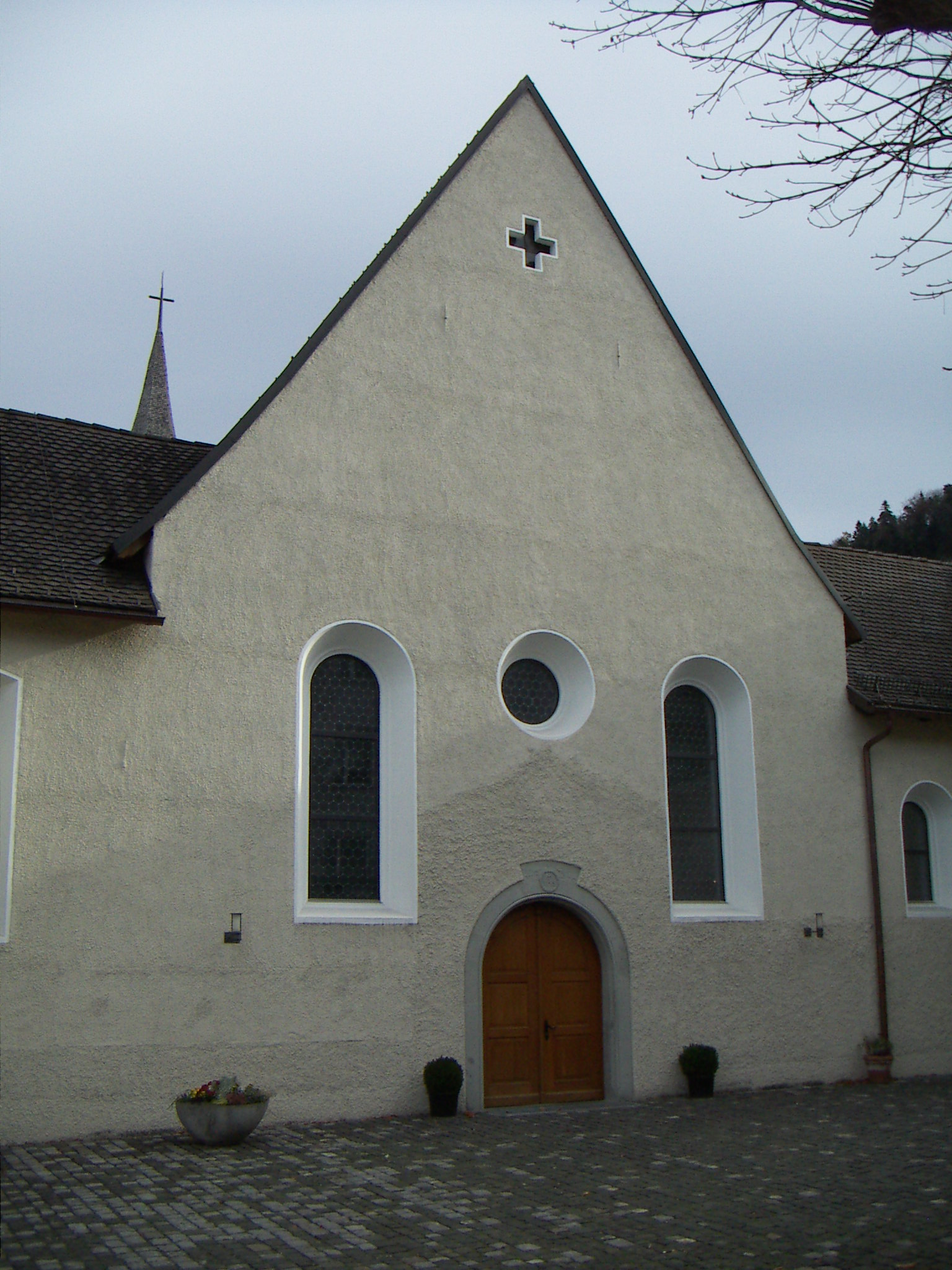
Convent caputxí de Feldkirch, on va viure i on és enterrat part del cos del sant